# KGO-TV
Pour les articles homonymes, voir KGO.
KGO-TV est une station de télévision américaine ayant une autorisation pour la zone de couverture de San Francisco-Oakland-San Jose. Elle est détenue et exploitée par American Broadcasting Company. Les studios sont situés dans le ABC Broadcast Center à San Francisco (angle de Front Street et Vallejo Street) et l'émetteur est situé sur la Sutro Tower, entre le Mont Sutro et les Twin Peaks à San Francisco.

## Historique
Le 5 mai 1949, la chaîne débute dans la zone de San Francisco,. Elle doit son nom aux stations de radio KGO-AM (810) et KGO-FM (103.7), depuis renommée KKSF, fondées par General Electric (G) pour la zone d'Oakland (O).
Elle est la plus ancienne chaîne ABC de Californie, devant la chaîne de Los Angeles KECA-TV (depuis KABC-TV) mais la quatrième (derrière WABC-TV à New York, WLS-TV à Chicago et WXYZ-TV à Détroit) ainsi que la seconde plus ancienne chaîne du nord de la Californie derrière KPIX-TV (lancée en décembre 1948 depuis revendue à Westinghouse puis CBS Corporation.). 
À ses débuts, la chaîne KGO diffuse aussi des programmes en syndication de Paramount Television Network. La chaîne KPIX diffuse depuis le sommet du Mark Hopkins Hotel, un hôtel de 20 étages ouvert en 1926.
Ce n'est qu'en septembre 1950, que la chaîne annonce par voie de presse dans le San Francisco Chronicle, qu'elle diffuse en continu. Au début des années 1950, Leonard Goldenson visite les studios de la station, avant la fusion entre UPT et ABC en 1953, et découvre que les locaux étaient une ancienne loge de la fraternité des Elks et que la « poussière était encore sur le sol. » 
En 1954, KGO installe ses studios au 277 Golden Gate Avenue à San Francisco.
En 1971, KGO s'associe avec KPIX, KTVU et KRON-TV (filiale du San Francisco Chronicle) pour construire la Sutro Tower. La construction de cet énorme mât de télédiffusion au sommet du Mont Sutro s'achève en 1973.

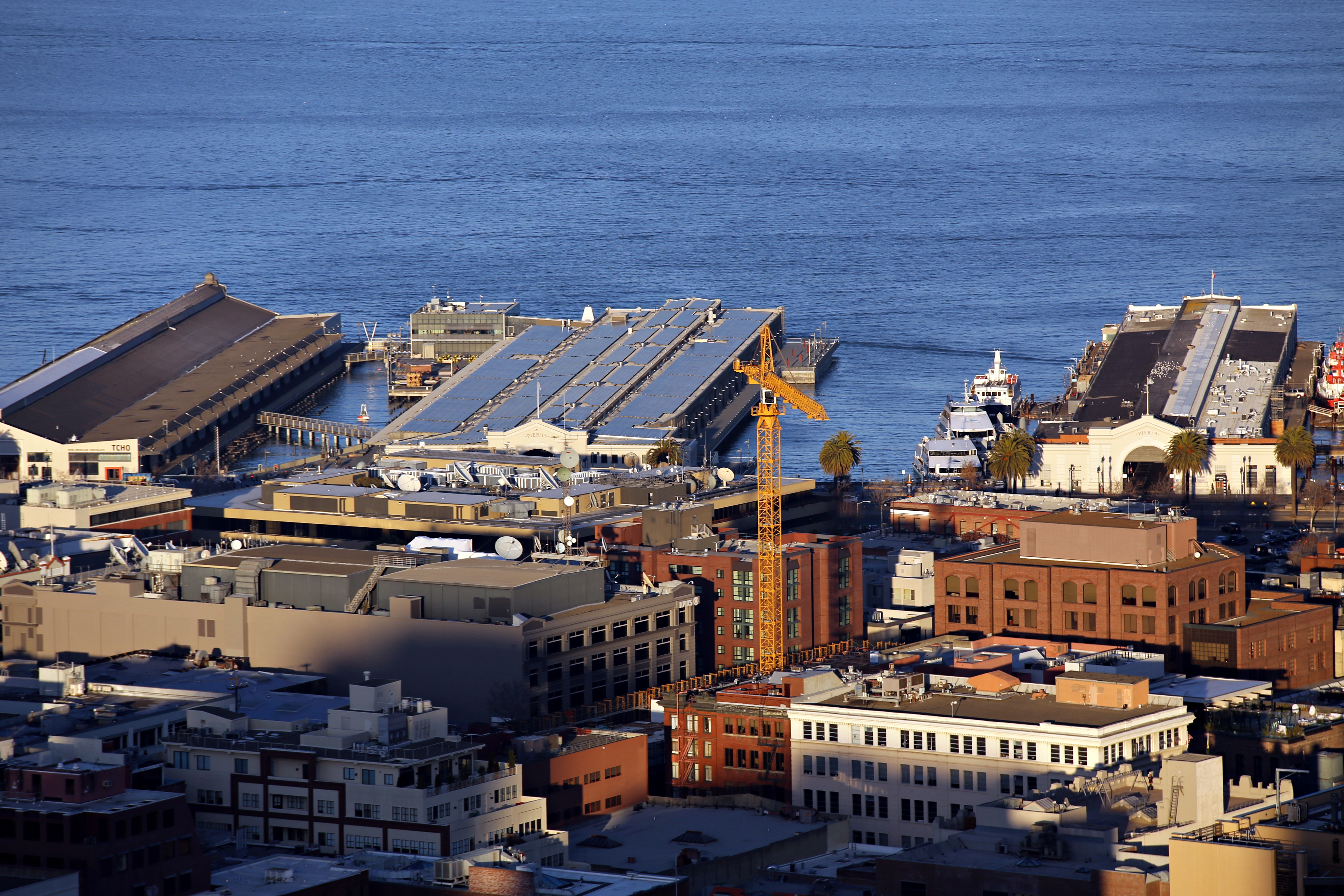
Le 900 Font Street, juste devant le Pier 15 (au centre).

En 1985, KGO déménage ses studios au 900 Front Street et partage ses locaux avec KGO Radio (AM 810), KSFO et KMKY.
Le 23 septembre 1962, KGO suit la politique d'ABC et entame la diffusion en couleur de la série Les Jetson.
Jusqu'en 1995, KGO est la seule chaîne détenue et exploitée de la zone de San Francisco. Cette année-là KBCW devient une chaîne de United Paramount Network, l'année suivante, KPIX devient elle une filiale de CBS.
Le 9 février 1996, The Walt Disney Company finalise son rachat de Capital Cities/ABC et rebaptise sa nouvelle filiale ABC Inc.
En 1999, KGO-TV a conclu un accord financier avec Granite Broadcasting Corporation, propriétaire de la chaîne KNTV à San José affiliée d'ABC, pour retirer les programmes ABC de KNTV. Cela permet à KGO d'être le seul fournisseur de contenu ABC de la baie de San Francisco. Une conséquence de cet accord est la disparition d'ABC en hertzien pour la zone Salinas/Santa Cruz/Monterey officiellement contrebalancée par une diffusion en numérique et par satellite.

## Télévision numérique
Le signal numérique de la chaine est un multiplexe :
| Chaîne | Image | Ratio | Programmation                            |
| ------ | ----- | ----- | ---------------------------------------- |
| 7.1    | 720p  | 16:9  | Programmation principale KGO-TV / ABC HD |
| 7.2    | 720p  | 16:9  | Live Well Network                        |
| 7.3    | 480i  | 4:3   | Live Well Network                        |

### Passage de l'analogique au numérique
KGO-TV est revenu au canal 7 le 12 juin 2009 à midi dans le cadre de l'arrêt de la télévision analogique aux États-Unis.
En 2005, KGO a mis en place un retransmetteur en UHF sur le canal 35 pour la zone sud de la baie, vers San José.